# Club Atletic Oradea
Club Atletic Oradea, cunoscut sub numele de CA Oradea, sau pur și simplu CAO, este un club de fotbal din Oradea, România, care evoluează în prezent în Liga a IV-a Bihor.
Echipa a fost fondată sub numele de Nagyváradi Atlétikai Club, în 1910, când orașul făcea parte din Imperiul Austro-Ungar. De-a lungul istoriei sale, Club Atletic Oradea a câștigat o dată titlul național al Ungariei (1944), titlul național al României (1949) și Cupa României (1956). Titlul românesc câștigat în 1949, sub denumirea de ICO Oradea, a pus clubul cu sediul în Oradea într-un grup select de cluburi de fotbal care au câștigat titlul național în două țări diferite, alături de echipa austriacă Rapid Viena, care a câștigat și campionatul Germaniei, în 1941.
După al Doilea Război Mondial, CA Oradea a revenit în campionatul României, dar acum sub stăpânirea regimului comunist, fapt care a avut un impact negativ asupra identității clubului, în principal din cauza ultranaționalismului liderilor comuniști, care au identificat clubul de fotbal fiind prea legat de fotbalul maghiar și de comunitatea maghiară. Drept urmare, clubul și-a schimbat adesea numele și culorile, pentru a induce în eroare și a uita amintirile precomuniste. În 1945, Nagyváradi Atlétikai Club a fost redenumit ca Libertatea Oradea, apoi în 1948 ca Întreprinderea Comunală Oradea (ICO), din 1951 Progresul Oradea, din 1958 CS Oradea și în 1961 ca CSM Crișana Oradea (a nu se confunda cu Crișana Oradea).
Desființat în 1963, de același regim comunist, Club Atletic Oradea a fost reînființat în vara anului 2017, fiind un club de fotbal cu management privat. În același an, CA Oradea a fost înscrisă în Liga a V-a Bihor, iar după numai trei ani a promovat înapoi în diviziile naționale (Liga a III-a), după 58 de ani de absență.

## Istorie

### Primii ani, pe drumuri (1910–1940)
Nagyvárad (Oradea) era în anul 1910 un oraș prosper în centrul regatului Ungariei, cu o populație de etnie maghiară în proporție de 90%. Centru comercial și nod de transport, orașul a fost un leagăn timpuriu al jocului de fotbal, care a apărut aici în 1902, datorită locuitorilor săi care se întorceau de la studii sau de la muncă din străinătate sau din Budapesta. Sportul câștiga în popularitate, dar nu exista încă un club organizat care să reprezinte orașul în meciurile împotriva unor orașe precum: Kolozsvár (Cluj-Napoca) sau Temesvár (Timișoara). Înființată în 1910, când Transilvania era încă parte a Austro-Ungariei, Nagyváradi Atletikai Club - în limba română: Club Atletic Oradea - va deveni în curând simbolul fotbalului din orașul de pe Crișul Repede. Inițialele sale, NAC, apoi CAO, vor impune respect. Culorile clubului erau alb-verde. Adunarea de constituire a avut loc la 25 mai 1910, în cafeneaua orădeană Emke, consiliul director fiind format din dr. Emil Jonas, președinte, Bela Miklo, președinte executiv, Andor Szabo, secretar, și dr. Kalman Kovacs, casier, iar afilierea la Federația Ungară de Fotbal a fost semnată imediat. La 31 iulie, NAC a jucat primul său meci împotriva clubului KVSC din Kolozsvár (Cluj-Napoca), iar în ianuarie 1912 a fost asigurat un teren propriu în parcul Rhedey (unde se află acum grădina zoologică). Luna următoare, o echipă din Anglia care se afla în turneu a venit în oraș: este vorba de Bishop Auckland, campioana Ligii Nordului în acel sezon; NAC a câștigatul meciul cu un neverosimil 8-0.

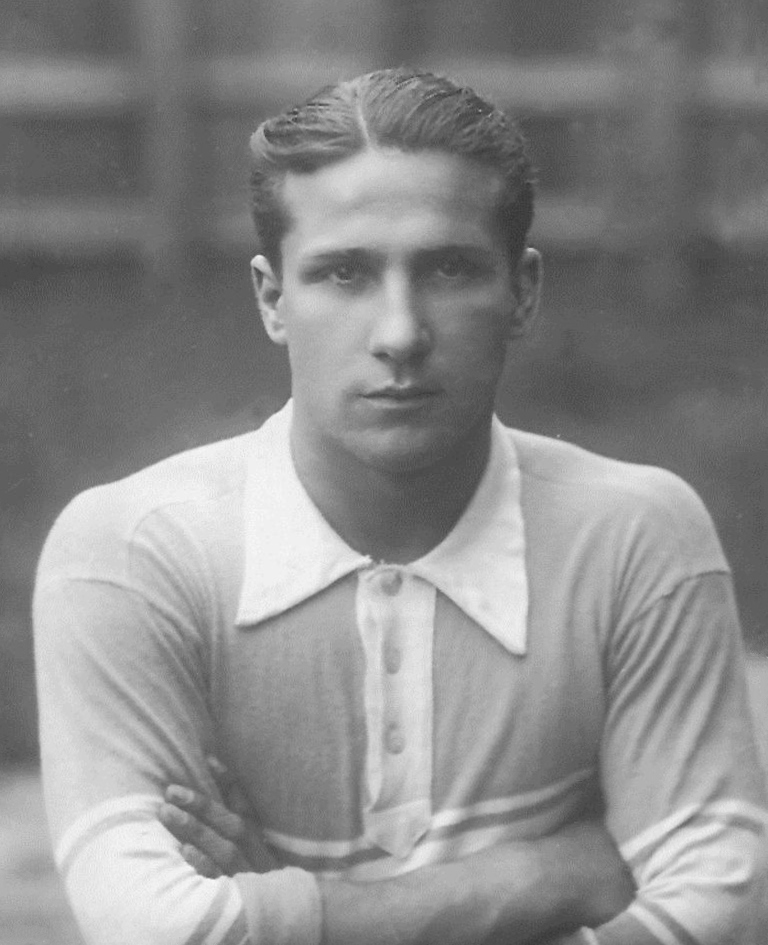
Iuliu Bodola, golgheterul all-time al clubului, cu 109 reușite.

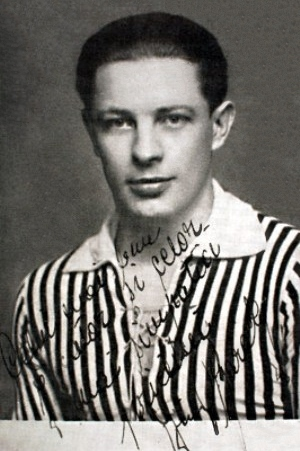
Iuliu Baratky, unul dintre cei mai talentați fotbaliști promovați de CAO în perioada interbelică.

Înainte de Primul Război Mondial, clubul a activat doar la nivel local și regional; după ce s-a alăturat Diviziei de Est a Ligii de Sud a Ungariei, în 1913 NAC a câștigat 25 dintre cele 31 de meciuri. În 1914, în calitate de campioană a diviziei, NAC a avut dreptul să participe la turneul final de la Budapesta, dar această competiție nu a mai avut loc niciodată din cauza izbucnirii războiului, în iunie.
După război, Transilvania a devenit parte a României, așa cum a fost declarată și apoi ratificată de Tratatul de la Trianon. Orașul Nagyvárad, rămas la 12 km dincolo de granițele Ungariei, a fost numit oficial Oradea de către autoritățile române, dar clubul și orașul au continuat totuși să fie încă dominate de etnici maghiari. Unul dintre cei mai talentați jucători locali din această perioadă a fost Elemér Berkessy (viitorul mijlocaș al FC Barcelona și manager al echipei engleze Grimsby Town - în 1954 a devenit primul manager străin din liga engleză).
Echipele transilvănene s-au alăturat campionatului național românesc în sezonul 1921-22, dar NAC - acum cunoscut și sub denumirea de Clubul Atletic Oradea - a fost învins în faza orășenescă a campionatului de Stăruința Oradea și apoi de Înțelegerea Oradea pentru primele câteva sezoane și, astfel, nu s-a calificat pentru turneul final până în sezonul 1923-24. Ei au bătut atunci Universitatea Cluj și Jahn Cernăuți, înainte de a fi învinsă în finală de Chinezul Timișoara - echipă care va câștiga primele șase titluri naționale de după Marea Unire.
În sezonul 1932-33, după o altă perioadă petrecută în turneul regional, CAO a apărut într-o competiție națională extinsă, organizată în două serii paralele a câte șapte echipe; au terminat pe locul doi în divizie, în timp ce rivalii locali Crișana Oradea au ajuns pe locul al treilea în cealaltă serie. Doi ani mai tarziu, cu liga națională reorganizată într-o singură divizie, CAO a terminat pe locul doi, încadrată de cele două cluburi dominante ale perioadei, Ripensia Timișoara și Venus București. În sezonul 1938-39, clubul a fost retrogradat într-o Divizie B restructurată, unde au rămas până la următorul război, care a adus o schimbare neașteptată a destinului echipei.
În 1932, conducerea clubului a decis că stabilirea de contacte cu fotbalul din alte țări ar contribui la dezvoltarea acestui sport în Oradea. Așa că au efectuat un turneu de douăsprezece meciuri în Franța și Elveția, în timpul cărora au învins Olympique Lillois cu 5-2, echipă care în acel sezon va deveni campioana Franței. În anul următor turneul a fost în Franța și în coloniile sale din Africa de Nord, iar Oradea și fotbalul românesc și-au răspândit faima în jurul continentului. În timpul perioadei interbelice, CAO a furnizat optsprezece internaționali români, majoritatea dintre ei fiind constituită, în mod întâmplător, din etnici maghiari, evrei și germani.
Jucătorii care au jucat în dungile alb-verzi ale CAO în această perioadă au fost: Francisc Rónay, primul jucător care a marcat vreodată pentru echipa națională de fotbal a României (împotriva echipei naționale de fotbal a Iugoslaviei în 1922); Nicolae Kovács, care a fost unul dintre cei cinci jucători care au jucat la primele trei Cupe Mondiale; Iuliu Baratky, un maghiar din Oradea, care a optat să rămână în România în timpul celui de-al doilea război mondial, devenind o legendă a Rapidului București.

### Campioana româno-maghiară (1940–1949)

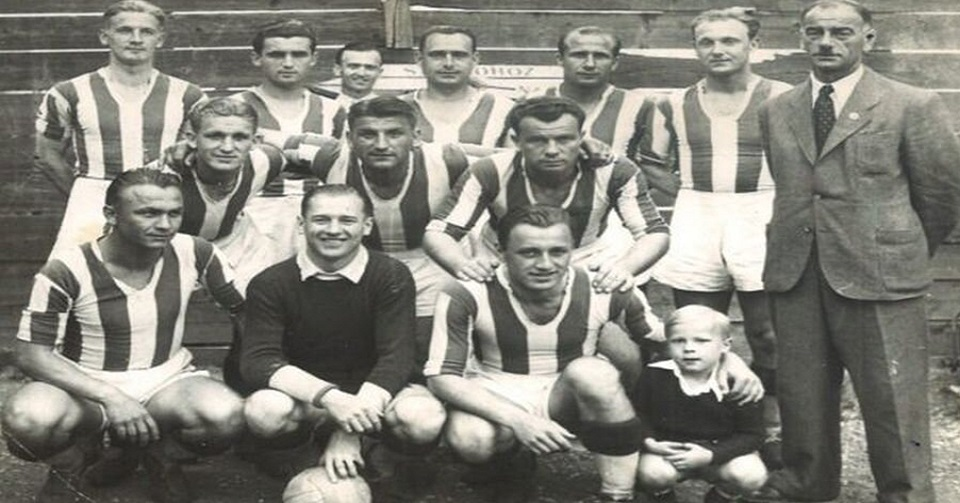
CA Oradea (1943–1944)

Dictatul de la Viena, din august 1940, a anexat nordul Transilvaniei, inclusiv Oradea, aliatului lui Hitler, Ungaria, în timp ce România experimenta propria dictatură militară de dreapta. Mulți fotbaliști de origine germană sau maghiară care se aflau la cluburi din București, Timișoara, Arad sau din alte părți ale României, au trecut noua frontieră în această regiune și s-au alăturat cluburilor din Oradea (Nagyvárad) sau Cluj-Napoca (Kolozsvár); mulți dintre ei au semnat pentru CAO - acum, încă o dată, cunoscut oficial sub numele său maghiar, NAC. După un prim sezon în liga a doua maghiară, NAC a fost promovată în prima ligă maghiară. 
Echipa a terminat a cincea în primul sezon(1941-42), iar apoi a doua în sezonul 1942-43, ca mai apoi în sezonul 1943-44 să devină prima echipă din afara Budapestei care a câștigat campionatul maghiar în istoria sa de 44 de ani, terminând cu 13 puncte înaintea celei de-a doua echipe, Ferencváros.
Jucătorii care au ajutat clubul în realizarea acestei performanțe istorice, au fost unii dintre cei mai importanți fotbaliști maghiari și români ai acelor ani:
Gyula Lóránt, din vestul Ungariei, avea doar 20 de ani în timpul sezonului în care NAC a luat titlul. A continuat să joace la Vasas, alături de László Kubala, care în 1949 a fugit de guvernarea comunistă și a format o echipă de fotbaliști maghiari care vor juca meciuri amicale în Europa de Vest. Lóránt a încercat să scape și să se alăture lui Kubala, dar a fost capturat și intervievat, până când antrenorul echipei naționale a intervenit în vederea eliberării sale. Lóránt a jucat pentru Ungaria din 1949 până în 1955, în cea mai fastă perioadă a fotbalului maghiar: a jucat în centrul defensivei pentru Aranycsapat, Echipa de Aur a Ungariei de la începutul anilor '50. Pe lângă câștigarea campionatului românesc cu UTA Arad și alte trei titluri în Ungaria cu Honvéd, Lóránt a continuat ca antrenor al echipei Bayern München, la sfârșitul anilor '70.
Iuliu Bodola sau Gyula Bodola a fost un etnic maghiar născut în Brașov (atunci Brassó) în 1912. După o perioadă de șapte ani de succes, fiind un atacant prolific al CAO în anii '30, și o perioadă de trei ani la Venus București, s-a îndreptat spre Oradea după anexarea Transilvaniei de Nord de către Ungaria în 1940 și a jucat pentru NAC timp de cinci ani. După război s-a mutat la Budapesta și a reprezentat clubul MTK. În timpul anilor petrecuți în România a jucat de 48 de ori pentru echipa națională de fotbal, iar în perioada 1940-1943 a fost un jucător de bază pentru echipa națională a Ungariei. În mod remarcabil, a deținut timp de 66 de ani recordul de goluri date pentru România, din 1931 până în 1997, când Gheorghe Hagi i-a depășit totalul de 30 de goluri. Stadionul Municipal din Oradea este acum numit în onoarea sa.
József Pecsovszky cunoscut în România ca Iosif Petschovschi sau pur și simplu "Peci", a fost un alt membru tânăr al echipei de succes a NAC și fiind selecționat de naționala Ungariei la vârsta de 21 de ani. Un mijlocaș ofensiv născut în Timișoara, de etnie maghiară, Peci avea să devină mai târziu erou la Arad datorită rolului său principal în cele trei titluri ale UT-ei din anii '40 și apoi a celor două campionate cucerite de CCA București în anii '50. Primul său joc pentru România a fost împotriva Ungariei la Budapesta în 1945, a și înscris alături de Spielmann și Simatoc, însă Hidegkuti si Puskás au înscris câte două goluri într-o victorie cu 7-2 a maghiarilor. Pecsovszky este considerat drept unul dintre cei mai buni jucători ai fotbalului românesc alături de nume precum Gheorghe Hagi sau Nicolae Dobrin.

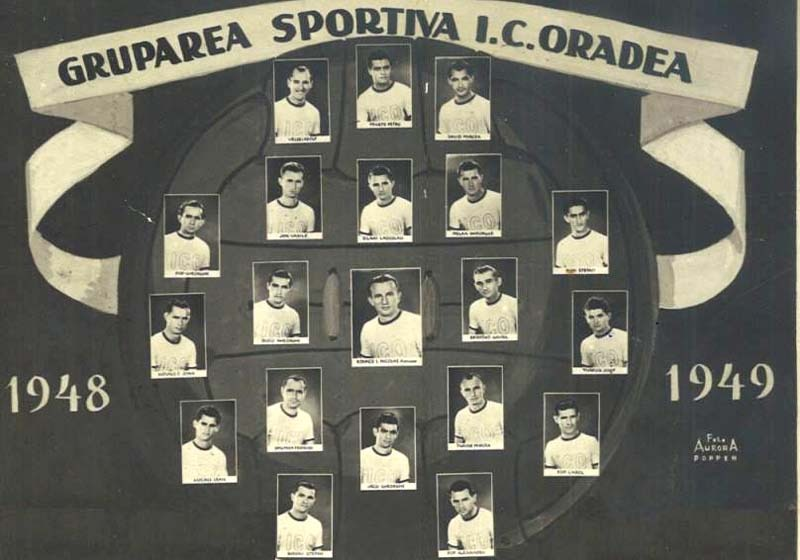
CA Oradea (1948–1949)

Francisc Spielmann, cunoscut în Ungaria ca Ferenc Sárvári, golgheterul echipei în sezonul de titlu, cu 23 de goluri; a fost de asemenea desemnat și jucătorul maghiar al anului.
Antrenorul NAC, în perioada succesului maghiar a clubului, a fost vedeta alb-verzilor din anii '20, Francisc Rónay.
Gusztáv Juhász, de asemenea, scris (în română) ca Gustav Iuhași, a fost un mijlocaș de bază pentru echipa națională de fotbal a României din 1934, când a fost și jucătorul celor de la CAO, echipă ce avea sa termine pe locul secund campionatul. Împreună cu Bodola și Rudolf Demetrovits / Demenyi, Juhász a făcut parte din marea echipă a Venusului București de la sfârșitul anilor '30.
Nicolae Simatoc, mai mult rezervă în acel sezon, a fost singurul etnic român din echipa celor de la NAC; el a fost scos din echipa de start de catre tripleta timișoreană: Petschovschi, Demetrovits și Juhász. Simatoc, cunoscut sub numele de Miklós Szegedi (în Ungaria), va petrece un sezon alături de Kubala la Barcelona, precum și doi ani la Inter Milano. Sezonul maghiar, 1944-45, a fost abandonat după patru jocuri datorită luptelor de pe front, iar NAC nu a mai jucat niciodată în liga ungară: regiunea anexată a fost eliberată de trupele române în octombrie 1944 și restituită statului român la sfârșitul războiului. NAC / CAO și-a schimbat denumirea în Libertatea Oradea în 1948, iar apoi în IC Oradea anul următor, după intrarea României în sfera de influență sovietică. Petschovschi, Bodola și Ronnay au plecat la Ferar Cluj - echipa care a ocupat locul trei în Ungaria în 1943-44, dar întoarsă și ea în România - în timp ce cinci dintre jucătorii câștigători ai campionatului maghiar cu CAO vor forma nucleul unei noi forțe ce va domina fotbalul românesc, ITA Arad.
Până în sezonul 1948-49, doar trei jucători au mai rămas din marea echipă a NAC (1943-44). Și totuși IC Oradea a devenit campioană a României, de această dată. Gheorghe Váczi, un etnic maghiar selecționat însă de România, a contribuit cu 21 de goluri în 26 de meciuri. În echipă erau și alte nume grele, precum: Vécsey, Kovács II, Spielmann, Ion Vasile, Bodó, Zilahi sau Serfözö, iar antrenorul în acel an a fost Nicolae Kovács, fost jucător al CAO și fratele lui Ștefan Kovács, care avea să antreneze echipa de aur a lui Ajax de la începutul anilor '70.

### Ultima performanță și multe schimbări (1950–1963)

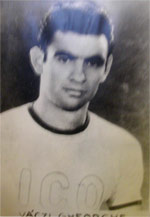
Gheorghe Váczi, golegheterul echipei în sezonul 1948-49.

După titlul câștigat cu ICO, antrenorul Nicolae Kovács a revenit pe malul Begăi, în orașul în care învățase tainele fotbalului, dar de data aceasta ca antrenor al Științei Timișoara, (viitoarea Politehnica Timișoara). În locul lui Kovács, fostul său coechipier din echipa de aur a NAC, Gusztáv Juhász, revenise, acum ca antrenor principal al „alb-verzilor”. Lotul nu suferise schimbări majore, dar organizarea campionatului românesc luase, odată cu anul 1950, cursul total al modelului sovietic. Campionatul începe să se joace în sistemul primăvară-toamnă, în loc de toamnă-primăvară, iar echipele au fost redenumite dupa noul model agreat, de exemplu, cluburile susținute de armată ajung să poarte abrevierile "CCA", "CA" sau "ASA", echipele afiliate Miliției au devenit Dinamo, de fapt, Dinamo București a creat un adevărat sistem de sateliți în această perioadă, pe întreg teritoriul României, de la Bacău la Brașov și de la Cluj-Napoca la Slatina. Au mai fost redenumite și alte cluburi de fotbal, ca „Știința” (pentru echipele afiliate Universităților), „Minerul”, „Flacăra” sau „Metalul” (pentru cluburile de fotbal afiliate ramurilor industriale, în funcție de industria pe care o reprezentau).
În 1951, conducerea clubului de fotbal a optat pentru o nouă schimbare de identitate, ICO a fost redenumită ca Progresul Oradea, al doilea pas important în planul estomparii identității clubului. De această dată, culorile clubului au fost schimbate și de la „alb și verde” la „bleu, albastru și alb” asemănător cu combinația de culori folosită de Progresul București (care se numea Spartac Banca RPR la acea vreme), dar adesea combinate cu alb sau roșu. Oricum am privi problema, o nouă identitate era construită, chiar dacă una nu prea bine definită, dar nici atât de reprezentativă pentru Oradea acelor vremuri. În sezonul 1951 însă, Progresul, sub conducerea aceluiași Gusztáv Juhász, a obținut o poziționare peste așteptări, ocupând ultima treaptă a podiumului, după CCA București și Dinamo București. În acea echipă a orădenilor au apărut printre alții veteranii Mircea David, Adolf Vécsey sau János Kovács II (din trecutele echipe ale CAO/NAC), mai tânărul Vasile Ion, Ladislau Zilahi, Gavril Serfözö, Gheorghe Bodo sau Gheorghe Váczi (din generația ICO 1949), dar și fundașul Iuliu Darok (produs al Dermatei Cluj și deja internațional român din 1947) sau noul „copil teribil” al Crișanei, Iuliu Kiss, produs al Academiei de Fotbal Metalul Oradea (fosta Stăruința), un club care a dat și alte „nume grele” fotbalului românesc, precum Iosif Bartha sau Iuliu Barátky, printre alții.

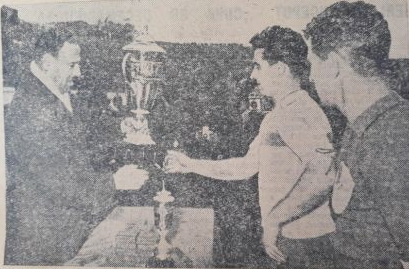
Progresul Oradea, ridicând trofeul Cupei României în 1956.

După un sezon 1952 care s-a încheiat cu un onorabil loc 6, sub conducerea lui Dincă Schileru, Progresul a pierdut câteva piese importante, precum: Adolf Vécsey, Vasile Ion, Gheorghe Melan, Gavril Serfözö sau Gheorghe Váczi, după ce pe Mircea David și János Kovács II îi perduseră deja la sfârșitul anului 1951 (ambii retrași din activitate). După două sezoane, în care foști jucători importanți ai CAO, precum Elemér Kocsis sau Iuliu Barátky (în al doilea mandat și ultimul de antrenor al CAO) au preluat conducerea echipei, Progresul a retrogradat sub comanda aceluiași Dincă Schileru, care fusese adus în vara anului 1954 pentru a salva echipa de la retrogradare, obiectiv total ratat, Progresul retrogradând din postura de "lanternă roșie". Situația clubului de fotbal orădean părea problematică, dar Progresul a fost neașteptat de bine organizat, semnând în primăvara anului 1955 cu un nou antrenor, fostul său jucător (proaspăt retras, pe atunci) Ladislau Zilahi.
Ca echipă de Divizia B, Progresul Oradea a ajuns în finala Cupei României din 1955, finală pierdută cu 3–6 în fața CCA-ului din București. În anul următor, ca echipă nou-promovată în Divizia A, Progresul a câștigat finala Cupei României, după o victorie cu 2-0 împotriva Energiei Câmpia Turzii. Formația câștigătoare a Progresului a fost condusă de pe bancă de Camil Scherz și formată din următorii jucători: Adalbert Gébner – Gheorghe Kromely, Andor Tyirják, Gheorghe Barcu, Iosif Bartha, Ștefan Cuc, Ludovic Tóth, Ladislau Köszegi, Alexandru Karikas, Ladislau Mészáros și Iosif Mészáros.
Destinul clubului fusese însă pecetluit cu ceva timp înainte de această retrogradare, când conducerea comunistă a Regiunii Oradea a decis că este nevoie de un club nou și „curat”, fără un trecut prea întortocheat, cosmopolit sau care să aducă aminte de vremuri dinaintea celui de Al Doilea Război Mondial. Astfel, la 1 aprilie 1958, a luat ființă Clubul Sportiv Crișul Oradea (viitorul FC Bihor Oradea), având culorile roșu și albastru. În vara aceluiași an, 1958, Progresul Oradea a fost redenumit încă o dată, de data aceasta ca CS Oradea. Pentru o inducere totală în eroare a publicului, siglele celor două cluburi erau acum aproape identice, iar culorile CS Oradea (CAO) deveniseră și ele roșu și albastru, ambele echipe jucând pe același stadion, Stadionul Iuliu Bodola. După o scurtă perioadă ca CS Oradea (1958–1962), denumirea clubului de fotbal a fost din nou schimbată, de această dată, autoritățile locale au optat pentru CSM Crișana Oradea, o altă alegere confuzantă, deoarece această denumire fusese deja folosită de un cu totul alt club  înainte de al Doilea Război Mondial, Crișana Oradea, una dintre principalele rivale locale a CAO, alături de Stăruința. După câțiva ani de plimbare între primele două divizii (Rónay a revenit ca antrenor în 1962–63), în 1963 clubul a fost desființat, fiind lipsit de finanțarea autorităților locale. În același an, un alt club orădean a reușit promovarea în prima divizie, Crișul Oradea, club cunoscut mai mult ca FC Bihor Oradea. Oradea a strălucit pe firmamentul fotbalistic al regiunii, cu unii dintre cei mai mari jucători ai epocii din Ungaria și România – o cupă și două titluri în două țări – dar a ajuns să intre într-u con de umbră. FC Bihor a fost la rândul său desființat pe 12 ianuarie 2016 după o istorie furtunoasă, iar în primăvara anului 2017 s-a iscat o situație ciudată, inversată față de cea de la începutul anilor 1960, reapărând Club Atletic Oradea, odată cu dispariția celor de la FC Bihor.

### O nouă eră, același spirit (2017–prezent)

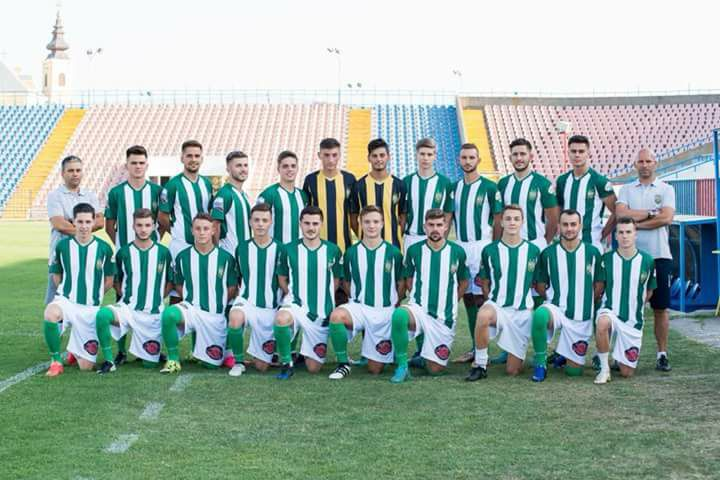
CA Oradea (2017–2018), prima echipă care a jucat în culorile clubului, după 54 de ani de inactivitate.

La 22 decembrie 2016 a fost înființată Asociația CAO 1910, iar la 17 martie 2017 asociația și-a schimbat statutul în asociație sportivă numită: Asociația Clubul Sportiv CAO 1910, marcând astfel reîntoarcerea echipei alb-verde.
Refondarea clubului a fost urmată de o perioadă de promovare și marketing în care, printre altele, au fost lansate site-ul oficial și pagina oficială de facebook.
Apoi, la 28 iulie 2017, a fost semnat un parteneriat între CAO și CSM Oradea, echipă care a preluat Centrul de Copii și Juniori al FC Bihor Oradea după dizolvarea acesteia, dar care nu avea o echipă de seniori, prin acest parteneriat CSM Oradea asigurându-și o continuitate pentru jucătorii de la tineret la nivel de seniori, iar CAO asigurându-și un centru de copii și juniori. În aceeași perioadă, echipa a fost înscrisă în Liga V.
La sfârșitul sezonului, CAO a avut o linie impresionantă de clasament, 24 de victorii, un egal și o singură înfrângere, 146 de goluri marcate și 21 primite, 73 de puncte, cu 15 mai mult decât principala rivală la promovare, Dinamo Oradea. După promovare, alb-verzii și-au continuat strategia de promovare a tinerilor fotbaliști, fiind clasată pe locul 2 în Liga IV, seria Bihor, la finalul sezonului 2018–19, la 13 puncte distanță de campioana CSC Sânmartin, o echipă cu mulți jucători de certă valoare și experiență, precum: Salif Nogo, Alexandru Sorian sau Florin Pop, printre alții.
Al doilea sezon de Liga a IV-a și al treilea după refondare a fost peste așteptările „alb-verzilor”. CA Oradea și-a câștigat toate meciurile din campania de toamnă, a marcat 69 de goluri și a primit doar 6, conducând clasamentul cu un total de 45 de puncte. Sezonul a fost suspendat în vacanța de iarnă, din cauza izbucnirii pandemiei de COVID-19, apoi pe 21 mai 2020, CAO a fost încoronată campioană a Ligii a IV-a Bihor, pe baza rezultatelor meciurilor din tur. Barajele de promovare în Liga a III-a s-au disputat pe Stadionul Municipal din Zalău, iar CAO a fost repartizată într-o grupă de trei echipe, împreună cu CSM Satu Mare și Someșul Dej. CAO a pierdut cu 1–3 împotriva celor de la CSM Satu Mare, apoi a câștigat cu 2–1 în fața Someșului Dej, fiind clasată pe locul 2. În cele din urmă, toate echipele din acea grupă au fost promovate în Liga a III-a, datorită modificării formatului competiției, care a inclus o mărire la 100 a numărului de echipe, respectiv la 10, a numărului de serii.
În 2020, Primăria Municipiului Oradea și APTOR (Asociația pentru Promovarea Turismului din Oradea și Regiune) au intrat la conducerea Club Atletic Oradea, alăturându-se Asociației Oradea Renaștem Împreună, deja implicată în proiect din 2017 (asociație care reunește membrii fondatori, sponsorii privați și care deține mărcile Club Atletic Oradea și CAO/NAC, înregistrate la Oficiul Român de Stat pentru Invenții și Mărci). La finalul primului sezon petrecut în diviziile naționale, după 58 de ani de absență, CA Oradea s-a clasat pe un onorabil loc 4, din 10, apoi în vara lui 2021, clubul a anunțat că va fi o schimbare la nivel administrativ, datorită opiniilor diferite avute de cele trei entități aflate la conducerea clubului. Primăria Municipiului Oradea dorea o fuziune între cele două mărci, Club Atletic Oradea (deținut de Oradea Renaștem Împreună) și marca FC Bihor Oradea (deținută de Municipalitate), în timp ce partea privată nu a fost de acord cu acest lucru și a dorit să continue proiectul de renaștere al Club Atletic Oradea, început în 2017. Cele trei entități au convenit ca partea privată să se retragă din conducerea executivă a Club Atletic Oradea, iar asociația să funcționeze sub numele de Club Atletic Oradea doar pentru încă un sezon, fiind de așteptat un schimb de locuri prin care FC Bihor (susținut de proprietarii publici), să ajungă în Liga a 3-a, pe locul celor de la CAO, în timp ce proprietarii privați (Oradea Renaștem Împreună, proprietarul oficial al mărcilor Club Atletic Oradea) să continue să susțină clubul alb și verde, dar o divizie mai jos, înapoi în Liga a IV-a.
CA Oradea a avut un sezon 2021–22 foarte bun și s-a clasat pe locul 2, din 10, calificându-se în barajele de promovare pentru Liga a II-a, unde a fost eliminată în runda semi-finală de Corvinul Hunedoara, 2–4 la general. Pe 24 iunie 2022, Club Atletic Oradea a anunțat oficial divizarea membrilor asociați și înscrierea echipei alb-verzi în ligile județene, sub conducerea părții private, care deține de altfel în mod oficial mărcile Club Atletic Oradea la OSIM.

## Stema și culorile

### Stema
Prima emblemă a Clubului Atletic Oradea, folosită între 1910 și 1919, a fost aproape o replică a celei utilizate de River Plate, diferențele constând într-o linie diagonală verde, în loc de roșie, respectiv inițialele NAC (Nagyváradi Atletikai Club) scrise în diagonală, în opoziție cu dunga verde. Pentru următorii 20 de ani (1920–1940), clubul a folosit primul logo ce avea parte de dungile verzi, poziționate pe un fundal alb, în interiorul unui cerc maro. Pe stemă se aflau cele două abrevieri, CAO și NAC, ca un simbol al culturii și prieteniei româno-maghiare ce exista în jurul clubului și nu numai.

Stema istorică utilizată între 1920 și 1940.

În 1930, la cea de-a 20-a aniverdare a clubului, staff-ul administrativ a decis crearea unei embleme speciale. Stema de la vremea respectivă a fost modificată, locul dungilor verzi și a fundalului alb fiind inversate. La acel moment clubul se afla în campionatul maghiar, astfel în partea superioară a stemei apărea doar abrevierea NAC, scrisă într-o nuanță aurie. Pe marginile emblemei apăreau laurii, iar în partea inferioară, pe două funde diferite erau marcate punctele de referință, anul fondării (1910) și cel curent (1930).
Ultima variantă cu influențe maghiare a stemei a fost în anii '40, cu aceleași dungi alb-verzi, acum având niște linii aurii între ele. În partea superioară era scris Nagyváradi AC, iar în cea inferioară, anul fondării, 1910 și în mijloc a fost plasată stema locală a utilizată la vremea respectivă.
După 1945, clubul a fost mutat înapoi în România, dar de data aceasta sub conducerea regimului comunist, fapt ce a condus la ștergerea oricăror nume cu influențe maghiare. Numele clubului, la fel ca stema, au fost schimbate frecvent, de nu mai puțin de cinci ori în următorii 20 de ani. Unele dintre ele au fost pierdute în negura timpului, dar de exemplu, între 1951 și 1958, când clubul era cunoscut sub numele de Progresul Oradea, folosea un logo triunghiular, cu un turn de apă bleu-albastru-alb în mijloc. În partea de sus apărea numele clubului, scris cu o nuanță de roșu.
În 2017, după refondare, clubul a ales să revină la numele de Club Atletic Oradea și la culorile originale, alb-verde. Noua stemă are o formă rotunjită, cu un fundal verde și un contur auriu. Deasupra emblemei sunt plasate două stele aurii reprezentând cele două titluri naționale cucerite de club în Ungaria (1944), respectiv România (1949), în interiorul formei, cu litere albe sunt trecute numele clubului și anul fondării, la fel ca o reprezentare stilizată a Cetății Oradea.
În 2022, clubul a introdus o variantă mai modernă a logo-ului folosit în perioada interbelică. Noul logo este compus dintr-un scut alb, cu dungi verticale verzi, având o formă geometrică inspirată din emblemele folosite atât în perioada interbelică, cât și în prima parte a anilor 1940. În pareta de sus a stemei, se află cele două abrevieri atât de cunoscute și confundate cu istoria clubului: CAO (Club Atletic Oradea) și NAC (Clubul Nagyváradi Atlétikai), simbol al diversității și bunei cooperări între principalele popoare care au contribuit la dezvoltarea Oradiei. Noua emblemă împrumută și două elemente din ultima (folosită între 2017 și 2021), cele două stele verzi, reprezentând titlurile câștigate în Ungaria (1944) și România (1949), precum și anul înființării, 1910.

### Culorile și echipamentele
Culorile originale ale clubului sunt alb și verde, această combinație a fost utilizată aproape regulat, cu excepția unor perioade, în care culori precum, bleu, albsatru sau alb au fost imprimate pe tricouri.
Echipamentul clasic utilizat la meciurile de acasă constă în tricou alb cu dungi verzi verticale, șort alb și jambiere albe sau verzi. După refondare, clubul a utilizat în primul sezon o variantă printată a echipamentelor originale utilizare de către club, marcând o punte simbolică de legătură între entitatea curentă și istoria glorioasă a echipei de pe malurile Crișului Repede.
| Tricoul alb cu dungi verzi, șort alb și jambiere alb-verzi. Utilizat în sezonul 1943–1944 |
| Tricoul alb cu dungi verzi, șort alb și jambiere alb-verzi. Utilizat în sezonul 1943–1944 |

| Tricoul alb cu trei dungi verzi verticale, șort alb și jambiere verzi. Utilizat în sezonul 2017–2018 |
| Tricoul alb cu trei dungi verzi verticale, șort alb și jambiere verzi. Utilizat în sezonul 2017–2018 |

| Tricoul alb cu trei dungi verzi verticale, șort alb și jambiere albe. Utilizat la meciurile de acasă în sezonul 2018–2019 |
| Tricoul alb cu trei dungi verzi verticale, șort alb și jambiere albe. Utilizat la meciurile de acasă în sezonul 2018–2019 |

| Tricoul negru cu o linie albă vertică, inserție verde și jambiere albe. Utilizat în meciurile din deplasare în sezonul 2018–2019 |
| Tricoul negru cu o linie albă vertică, inserție verde și jambiere albe. Utilizat în meciurile din deplasare în sezonul 2018–2019 |

## Stadioane

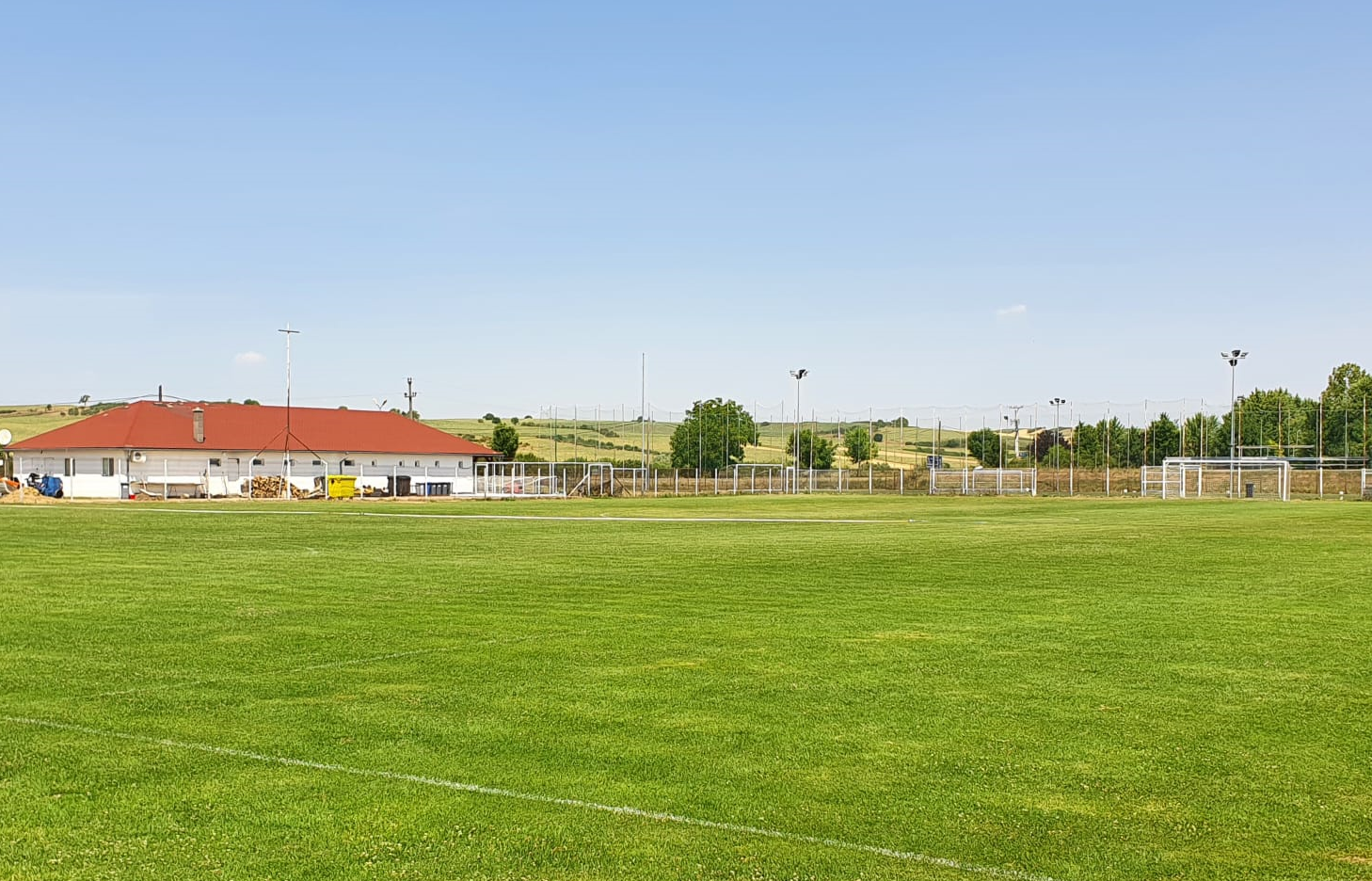
Baza Sportivă Paleu, terenul actual.

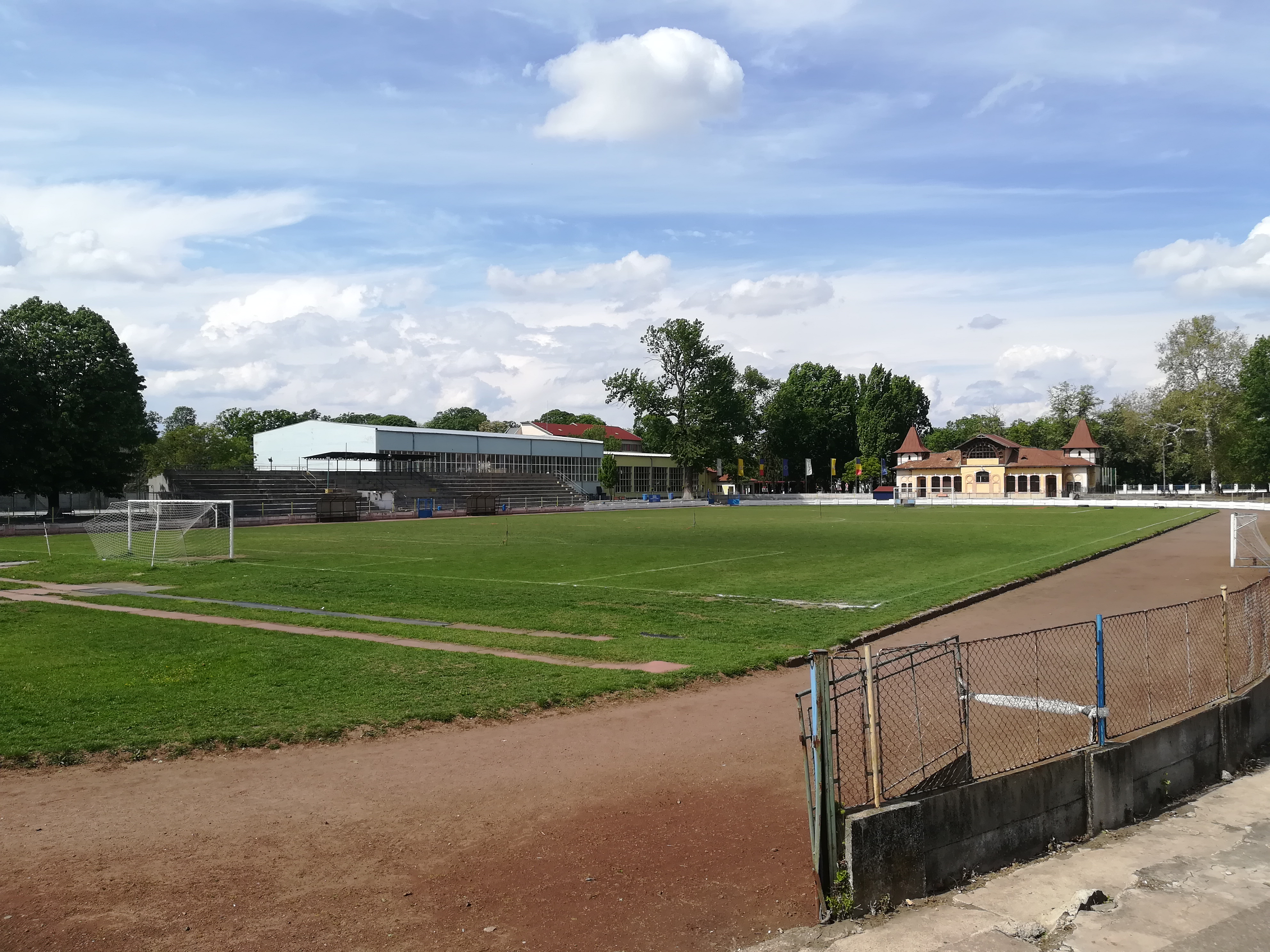
Stadionul Tineretului, stadionul istoric.

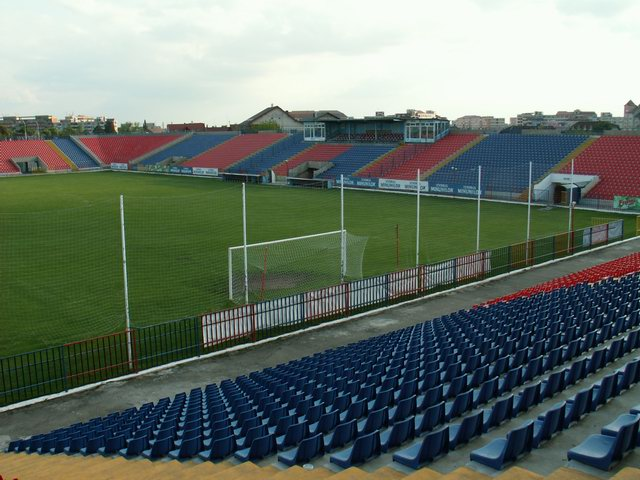
Stadionul Iuliu Bodola, cel mai folosit stadion de către club.

În primii 14 ani de existență (1910–1924), „albii și verzii” jucau meciurile de acasă pe stadionul istoric al orașului, Stadionul Tineretului, cunoscut la acea vreme drept Grădina Rhédey, cu o capacitate de 5.000 de locuri. CAO și-a schimbat casa, în anul 1924, odată cu deschiderea noului stadion, Stadionul Carol II. Până la desființarea echipei, în 1963, CAO și-a disputat meciurile de acasă pe Stadionul Carol II (ulterior cunoscut ca Municipal), cu o capacitate de cca. 10.000 de oameni, la vremea aceea.
În 2017, după reînființarea clubului, CAO și-a disputat meciurile considerate acasă pe același Stadion Municipal, cunoscut acum sub denumirea de Stadionul Iuliu Bodola, cu o capacitate de 11.155 locuri, cel mai mare din județul Bihor și care poartă numele lui Iuliu Bodola, marele jucător al CAO din anii 1930 și 1940. Casa "alb-verzilor" a fost stabilită aici și datorită parteneriatului cu CSM Oradea și sprijinului financiar al Municipiului Oradea, proprietarul arenei. În vara anului 2022, CAO și Municipiul au rupt parteneriatul și echipa s-a mutat la Paleu, în Zona Metropolitană Oradea.
Club Atletic Oradea își joacă meciurile de acasă pe terenul Bazei Sportive Paleu, cu o capacitate de 1.500 (300 pe locuri). În trecut, arena a fost terenul echipei locale FC Paleu.

## Suporteri
Club Atletic Oradea a avut cea mai importantă bază de suporteri din orașul Oradea, până la dizolvarea sa în 1963. „Gigantul adormit” a fost reînviat în 2017, după 54 de ani de existență, dar în ciuda scepticismului de la început, o bază de suporteri a fost organizată rapid, mai ales datorită programului socios al clubului. Într-o scurtă perioadă de timp s-a format și un grup de ultrași, sub numele de „Galeria Verzilor”.

### Rivalități
Rivalii istorici ai CA Oradea sunt Ripensia Timișoara (încă din anii 1930), dar clubul are și alte rivalități importante cu echipe din vestul României precum: UTA Arad sau Politehnica Timișoara, rivalități stabilite în anii 1950. În trecut, CAO a avut rivali importanți și la nivel local, meciurile cu echipe precum Stăruința Oradea sau Crișana Oradea fiind recunoscute pentru intensitatea lor.
În vremurile moderne, suporterii Club Atletic Oradea întrețin o rivalitate intensă cu o altă echipă din Oradea, FC Bihor Oradea. Istoria relației dintre FC Bihor și CAO este complicată și cu o mulțime de suișuri și coborâșuri de-a lungul timpului. Înființarea originalului FC Bihor (sub numele de Crișul), în 1958, a însemnat moartea alb-verzilor, situație care aproape s-a repetat în 2022, când Municipiul Oradea a optat pentru înființarea unui nou FC Bihor Oradea și a renunțat la susținerea proiectului CAO. De data aceasta însă, CAO a supraviețuit datorită managementului și resurselor private, dar a fost nevoie să se înscrie o ligă mai jos, în Liga a IV-a. În epoca modernă, o altă rivalitate locală importantă, dar de intensitate mai mică, este împotriva celor de la Lotus Băile Felix.

## Centrul de Copii și Juniori
CAO și-a format academia după parteneriatul încheiat cu CSM Oradea, club care a preluat Centrul de Copii și Juniori al FC Bihor după desființarea sa în 2016. Între 2020 și 2021, Academia CAO–CSM a fost coordonată de Stelian Farcău și Florin Farcaș (care a fost și antrenorul echipei de seniori a CAO), iar antrenori în cadrul centrului au fost Claudiu Mutu, Sorin Todea, Horea Rădulescu, Sorin Pop, Lucian Ciocan și Adrian Gongolea.
În vara anului 2022, Club Atletic Oradea și CSM Oradea au rupt parteneriatul pe care îl aveau, „alb-verzii” începând să-și formeze propriul program de tineret, în timp ce CSM Oradea, club public, susținut de Primăria Municipiului Oradea, a început colaborarea cu nou formata FC Bihor, în vederea formării unui lot de seniori, în principal cu jucători care au evoluat până în 2022 pentru Club Atletic Oradea, o situație din nou, similară cu cea din 1963.

## Palmares
| - Liga I - Campioana României: 1948–49 - Locul al doilea: 1923–24, 1934–35 - Liga a II-a - Primul loc: 1955, 1961–62 - Locul al doilea: 1938–39 - Liga a IV-a - Primul loc: 2019–20 - Locul al doilea: 2018–19 - Liga a V-a - Primul loc: 2017–18 - Campionatul Regional - Primul loc: 1924, 1925 - Cupa României - Câștigătoare: 1956 - Finalistă: 1955 | Ungaria Campionate Nemzeti Bajnokság I Campioana Ungariei: 1943–44 Locul al doilea: 1942–43 Nemzeti Bajnokság II Primul loc: 1940–41 Campionatul Regional Primul loc: 1913–14 |

### Prima echipă
La 9 septembrie 2024.
| Nr. |                    | Poziție | Jucător                      |
| --- | ------------------ | ------- | ---------------------------- |
| 2   | Trinidad și Tobago | F       | Darlon Guppy                 |
| 3   | România            | F       | Norbert Király               |
| 6   | România            | F       | Alex Panc                    |
| 7   | România            | M       | Andrei Șut                   |
| 8   | România            | M       | Cristian Jurcuț              |
| 9   | România            | A       | Ákos Waritz                  |
| 10  | România            | A       | Sergiu Ciocan (Vice-căpitan) |
| 11  | Bahamas            | M       | Marcel Joseph                |
| 12  | România            | P       | Cătălin Har                  |
| 13  | România            | F       | Vlad Naghi                   |
| 14  | România            | F       | Ovidiu Ienciu                |
| 15  | România            | M       | Raul Ardelean                |

| Nr. |         | Poziție | Jucător                    |
| --- | ------- | ------- | -------------------------- |
| 17  | România | A       | Mario Vesa                 |
| 18  | România | M       | Florin Vesa                |
| 19  | România | F       | Szabolcs Kincses           |
| 20  | România | M       | Eduard Tămaș               |
| 25  | România | F       | Sebastian Mîndrila         |
| 27  | România | P       | Krisztián Balog            |
| 43  | România | P       | Alexandru Cherman          |
| 44  | România | M       | Sebastian Zádori (Căpitan) |
| 89  | România | F       | Lucian Mănoiu              |
| 90  | România | F       | Andrei Alungi              |
| 95  | România | A       | Daniel Lăsconi             |

## Oficialii clubului
| Rol              | Nume                                       |
| ---------------- | ------------------------------------------ |
| Președinte       | Florin Mal                                 |
| Vice-președinți  | Imre Lukács Marcel Boldiș Liviu Zamfirescu |
| Director sportiv | Marius Chereji                             |

| Rol                | Nume         |
| ------------------ | ------------ |
| Antrenor principal | Andrei Haș   |
| Delegat            | Ionuț Șereș  |
| Medic              | Marian Flița |

## Denumiri de-a lungul timpului
| Nume                                 | Perioada     |
| Nagyváradi Atletikai Club (NAC)      | 1910–1918    |
| Club Atletic Oradea (CAO)            | 1918–1941    |
| Nagyváradi Atletikai Club (NAC)      | 1941–1945    |
| Libertatea Oradea                    | 1945–1948    |
| Întreprinderea Comunală Oradea (ICO) | 1948–1951    |
| Progresul Oradea                     | 1951–1958    |
| CS Oradea                            | 1958–1961    |
| Crișana Oradea                       | 1961–1963    |
| Club Atletic Oradea (CAO)            | 2017–prezent |

## Sezoane
| - 1910–13 – Meciuri amicale și nivel amator - 1913–14 – Liga Ungariei de Sud, locul 1, competiție neoficială - 1914–18 – Competițiile au fost suspendate în timpul Primului Război Mondial - 1918–21 – Clubul a fost inactiv - 1921–22 – Divizia A, Zona Oradea, eliminată de Stăruința - 1922–23 – Divizia A, Zona Oradea, eliminată de Înțelegerea - 1923–24 – Divizia A locul 2 - 1924–25 – Divizia A Sferturi de finală - 1925–32 – Campionatul Regional - 1932–33 – Divizia A locul 2, Grupa 2 - 1933–34 – Divizia A locul 3, Grupa 2 - 1934–35 – Divizia A locul 2 - 1935–36 – Divizia A locul 4 - 1936–37 – Divizia A locul 6 - 1937–38 – Divizia A locul 7, Grupa 1, a retrogradat în Divizia B | - 1938–39 – Divizia B locul 2, Seria Vest, Grupa Sud - 1939–40 – Divizia B locul 5, Seria I - 1940–41 – Liga Transilvăneană locul 2, a promovat - 1941–42 – NB I locul 5 - 1942–43 – NB I locul 2 - 1943–44 – NB I locul 1, campioană - 1944–45 – NB I fără loc, NB I a fost suspendat din cauza celui de Al Doilea Război Mondial - 1945–46 – Revine înapoi în Divizia A - 1946–47 – Divizia A locul 8 - 1947–48 – Divizia A locul 6 - 1948–49 – Divizia A locul 1, campioană - 1950 – Divizia A locul 7 - 1951 – Divizia A locul 3 - 1952 – Divizia A locul 6 - 1953 – Divizia A locul 12 - 1954 – Divizia A locul 14, a retrogradat în Divizia B - 1955 – Divizia B locul 1, a promovat în Div. A - 1956 – Divizia A locul 8, a câștigat Cupa României | - 1957–58 – Divizia A locul 12, a retrogradat în Divizia B - 1958–59 – Divizia B locul 14, Seria I - 1959–60 – Divizia B locul 3, Seria III - 1960–61 – Divizia B locul 5, Seria III - 1961–62 – Divizia B locul 1, Seria III, a promovat în Divizia A - 1962–63 – Divizia A locul 13, a retrogradat în Divizia B și s-a desființat - 1963–2017 – clubul a fost desființat și nu a participat în nici o competiție oficială - 2017–18 – Liga V, Seria I, locul 1 a promovat in Liga IV, clubul a fost reînființat după 54 de ani de absență - 2018–19 – Liga a IV-a locul 2 - 2019–20 – Liga a IV-a, locul 1, a promovat în Liga a III-a, după 58 de ani de absență - 2020–21 – Liga a III-a, Seria X, locul 4 - 2021–22 – Liga a III-a, Seria X, locul 2, faza semi-finală baraje de promovare - 2022–23 – Liga a IV-a, locul 9, clubul s-a reorganizat - 2023–24 – Liga a IV-a, locul 3, finalistă a fazei județene a Cupei României |

## Jucători importanți
| România - Mircea David - Andrei Glanzmann - Gusztáv Juhász - Elemér Kocsis - Francisc Rónay - Nicolae Simatoc - Iosif Stibinger - Gheorghe Váczi - Ladislau Zilahi | Ungaria - Elemér Berkessy - Gyula Lóránt - Andor Ónody | România-Ungaria - Iuliu Baratky - Iuliu Bodola - Nicolae Kovács - Francisc Mészáros - Iosif Petschovschi - Francisc Spielmann - Albert Ströck - Adolf Vécsey |

## Antrenori importanți
| - Iuliu Baratky - Nicolae Kovács | - Francisc Rónay - Ladislau Zilahi |

## Președinți
- dr. Emil Jonas (1910–1911)
- dr. Sándor Dénes (1911–1913)
- dr. Emil Adorján (1913–1919)
- János Pelle (1921–1930)
- István Kovács & Gyula Grünstein (1930–1932)
- János Pelle & Ernö Popper (1932–1933)
- Justin Filip (1937–1938)
- János Pelle (1938–1939)
- Rezső Jeney & Béla Jancsó (1940–1941)
- Rezső Jeney & Károly Krüger (1941–1943)
- Gyula Cseuz (1944–1945)
- Ștefan Hittner (1945–1948)
- dr. Ardelean (1962–1963)
- Florin Mal (2017–2021)
- Laurențiu Danșa (2021–2022)
- Florin Mal (2022–prezent)